# نیگرسور
نیگرسور (نام علمی: Nigersaurus)   